# Julien Ries
Julien Ries (Arlon, 19 de abril de 1920 - Tournai, 23 de febrero de 2013) fue un sacerdote, antropólogo e historiador de las religiones belga, creado cardenal por el papa Benedicto XVI. Fue profesor emérito de historia de las religiones en la Universidad Católica de Lovaina.

## Biografía y trayectoria
Fue ordenado sacerdote el 12 de agosto de 1945. Obtuvo licenciaturas en teología, en filosofía y en historia Oriental y un doctorado en teología. Ocupó varios cargos docentes y en 1960 fue nombrado profesor en la Universidad de Lovaina. Los obispos de Bélgica le designaron profesor de historia de las religiones en la Facultad de Teología y en el Instituto Oriental, donde fundó el Centro para la historia de las religiones.
En 1969 la Universidad fue trasladada y reconstruida en Lovaina la Nueva y se le encargó la tarea de reorganizar la biblioteca. De 1975-1980 fue presidente del Instituto Oriental de Lovaina y entre 1979 y 1985 consultor del Secretariado para los no cristianos. En 1986 recibió el premio Dumas Millier de la Academia Francesa por sus publicaciones y en 1987 el premio Furtado por su labor científica en conjunto. Se retiró en 1991 y es considerado uno de los grandes antropólogos de la religión, con numerosas publicaciones en este campo.
De 1982 a 2000 participó en diecisiete ocasiones como conferenciante en el Meeting de Rímini, Meeting por la amistad entre los pueblos en Rímini, organizado por Comunión y Liberación.
Fue miembro de honor de la International Association for the History of Religions.
En 2009 donó a la Universidad Católica del Sagrado Corazón, de Milán, su biblioteca, la totalidad de sus manuscritos, notas y apuntes relacionados con los cursos y, sobre todo, la correspondencia que mantuvo con historiadores de las religiones de todo el mundo. Esta colección privada de cerca de 8.000 piezas, entre publicadas e inéditas, constituye, dentro de la Universidad de Milán, el Archivo "Julien Ries" de antropología simbólica. En 2010, esta Universidad le otorgó un doctorado honoris causa.
Fue comendador de la Orden del Santo Sepulcro de Jerusalén.
El 6 de enero de 2012 fue nombrado arzobispo titular de Bellicastrum. Recibió la ordenación episcopal el 11 de febrero de 2012.
Fue creado y proclamado cardenal por el papa Benedicto XVI en el consistorio del 18 de febrero de 2012, de la Diaconía de San Antonio de Padua en la Circunvalación Appia.
El cardenal Ries falleció el 23 de febrero de 2013 a los 92 años de edad.

## Obras
Julien Ries publicó más de seiscientos textos en diversas lenguas y fue autor y editor de una cuarentena de títulos. Fue miembro del comité de redacción del Dictionaire des religions, de la parisina Presses Universitaires de France. Sus obras completas, en once volúmenes, están en proceso de edición.
El Tratado de antropología de lo sagrado, dirigido por Ries, constituido por diez volúmenes y con la colaboración de medio centenar de investigadores, ha sido editado en varias lenguas. Este Tratado es una obra interdisciplinar en la que tienen cabida la historia de
las religiones, la historia general y la cultural, la sociología, la etnología o la paleoantropología. Su intención primordial es la búsqueda del homo religiosus.
Algunas obras en español son:
- A la búsqueda de Dios: el camino de la antropología religiosa, Editorial Cultural y Espiritual Popular, Valencia 2010 ISBN 9788499250144
- Autor de seis volúmenes de la colección Historia de las religiones, Nerea, Madrid 2007-2008:
  - Las características del islam. 2008. ISBN 9788496431324.
  - El hombre y el sentido del misterio y las religiones de África y Australia. 2008. ISBN 9788496431294.
  - Los primeros siglos del cristianismo. 2008. ISBN 9788496431317.
  - La mirada del catolicismo. 2009. ISBN 9788496431393.
  - Lo humano y lo divino en el hinduismo. 2009. ISBN 9788496431379.
  - Las enseñanzas del budismo. 2008. ISBN 9788496431331.
- El sentido de lo sagrado en las culturas y en las religiones, Azul Editorial, Barcelona 2008 ISBN 9788495488244
- (como editor) Tratado de antropología de lo sagrado (5 vols.), Trotta, Madrid 1995-2005 ISBN 978-84-8164-047-2
  - Los orígenes del homo religiosus. 1995. ISBN 978-84-8164-048-9.
  - El hombre indoeuropeo y lo sagrado. 1995. ISBN 978-84-8164-049-6.
  - Las civilizaciones del Mediterráneo. 1997. ISBN 978-84-8164-126-4.
  - Crisis, rupturas y cambios. 2001. ISBN 978-84-8164-490-6.
  - El creyente en la religión judía, musulmana y cristiana. 2005. ISBN 978-84-8164-679-5.

- Lo sagrado en la historia de la humanidad. Madrid: Encuentro. 1989. ISBN 9788474902242.